# خانه منشی‌زاده
خانه منشی زاده مربوط به اواخر دوره قاجار -اوایل دوره پهلوی است و در اهواز، فلکه شهدا، ابتدای خیابان نظامی (نظری پور) پلاک ۱۲۳ واقع شده و این اثر در تاریخ ۱ مهر ۱۳۸۲ با شمارهٔ ثبت ۱۰۴۲۱ به‌عنوان یکی از آثار ملی ایران به ثبت رسیده است.